# تيتسويا أوإيشي
تيتسويا أوإيشي (باليابانية: 大石 鉄也) (26 نوفمبر 1979 في شيزوكا في اليابان – )؛ هو لاعب كرة قدم ياباني سابق كان يلعب كلاعب وسط.

## وصلات خارجية
- تيتسويا أوإيشي على موقع رابطة كرة القدم اليابانية للمحترفين (اليابانية)
- تيتسويا أوإيشي على موقع عالم كرة القدم.نت (الإنجليزية)